# 유럽 고속도로 81호선
유럽 고속도로 81호선(European route E81)은 루마니아의 콘스탄차에서 우크라이나의 무카체베까지 이어주는 총 연장 623 km의 거리로 구성되어 있는 국제 E-road 네트워크 노선망이다. 주요 경유지를 살펴 보면 다음과 같은 경로를 경유하게 된다.

## 주요 경유지
※ 바나조르를 제외한 전 구간의 경유지는 루마니아이다.
- 콘스탄차 - 하르메우(영어판) - 사투마레 - 잘러우 - 클루지나포카 - 투르다 - 세베슈 - 시비우 - 피테슈티 - 부쿠레슈티 - 레흐리우(영어판) - 베레호베 - 빌로크(영어판) - 무카체베